# 渋谷庄三郎
渋谷 庄三郎（しぶたに しょうざぶろう、1821年 - 1881年5月2日）は、日本の実業家。1872年（明治5年）、大阪市堂島に日本人としては最初のビール醸造所である「渋谷ビール製造所」を建て、渋谷ビールを商業販売した。

## 経歴
摂津国桜井谷村（現・大阪府豊中市）生まれ。
渋谷は、大阪市内で綿卸商を営むと共に、一方で大阪府管轄の官製組織である大阪開商社にも出資していた。渋谷は大阪開商社で「頭取並」という役職に就き、綿産業を担当した。
1871年頃から大阪開商社工業部の事業としてビール醸造計画が立ち上がり、アメリカ合衆国からビール醸造技師を大阪へ招いたが、大阪開商社のビール醸造計画は中止となる。渋谷の生家は酒造業も兼業しており、自身が醸造への興味を抱いていたことと、他の頭取たちの勧めもあって、個人でビール醸造計画を引き継ぐことになった。
大阪市堂島に渋谷が私有していた土地に、蔵を改装してビール醸造所を建て、前述の招聘したアメリカ人技師ヒクナッツ・フルストから技術指導を受けて醸造を開始した。ホップの種子をアメリカから輸入し、醸造所構内で栽培も試みている。1872年には、「渋谷ビール」の販売にこぎつける。1869年にウィリアム・コープランドが横浜でビール醸造を開始しているが、日本人による商業用ビールの醸造、販売は渋谷ビールが初の事例となる。
しかし、当時の一般の人からはビールは「苦い」といわれて嫌がられており、主に訪日外国人や中之島の料亭に向けて販売されていたが、経営は振るわなかった。1881年に渋谷が亡くなると渋谷ビールの醸造、販売も終了、堂島の醸造所も閉鎖された。跡地（堂島1丁目、ANAクラウンプラザホテル大阪北東付近）には「国産ビール発祥の地」という碑と解説板が置かれている。碑は大阪市教育委員会が設置しており、「日本人による商業生産」として初めての意で「発祥」と称している。
渋谷は、大局を見て、小事に拘らず、ほとんどの事を部下に一任するといった、いかにも名家の風格を有していた、清廉潔白で他人を一度信用したならば、決して疑わない人物であったと評されている。

## 参考資料
- 「桜井谷村出身の実業家 渋谷庄三郎〜わが国ビール醸造の創始者」『新修豊中市史』 第8巻 社会経済、豊中市。